# Agente estimulante de eritropoiese
Agentes estimulantes de eritropoiese (ESA) são medicamentos que estimulam a medula óssea para fazer as células vermelhas do sangue. Eles são usados para tratar a anemia, devido à fase final da doença renal, quimioterapia, cirurgia de grande porte, ou em determinados tratamentos de VIH/SIDA. Em uma dessas situações, eles diminuem a necessidade de transfusões de sangue. Os diferentes agentes são mais ou menos equivalentes. Eles são administrados através de injecção.
Efeitos secundários frequentes podem incluir dor nas articulações, erupção cutânea, vómitos e dor de cabeça. Graves efeitos secundários podem incluir ataques cardíacos, acidente vascular cerebral ou aumento do ritmo de crescimento de um cancro. Não está claro se o uso é seguro durante a gravidez. Estes medicamentos trabalham de maneira semelhante à eritropoietina.
Eles foram aprovados para uso médico nos Estados Unidos, em 1989. Fazem parte da Lista de Medicamentos Essenciais da Organização Mundial de Saúde, uma lista dos mais eficazes e seguros medicamentos que são necessários em um sistema de saúde. Agentes disponíveis comercialmente incluem alfaepoetina e darbepoetina alfa, bem como os biosimilares. O custo de uma versão destes medicamentos no mundo em desenvolvimento, em 2015, foi de cerca de 3.80 USD por 2000 unidades em frasco. No Reino Unido, esta quantidade custa o equivalente a cerca de 10 quilos de 2015. Entre os atletas é proibido pela Agência Mundial Anti-Doping.